# Eriosporium hessii
Eriosporium hessii är en svampart som först beskrevs av E. Müll., och fick sitt nu gällande namn av Vánky 2005. Eriosporium hessii ingår i släktet Eriosporium och familjen Ustilaginaceae.   Inga underarter finns listade i Catalogue of Life.